# Meztelencsigák
A meztelencsigák olyan puhatestű állatok, melyeknek nincs vagy alig látható külső vázuk (csigaházuk) van. A csigák közé tartoznak. Nedvességkedvelő állatok.
Néhány ismertebb fajuk:
- Nagy meztelencsiga (Limax maximus)
- Óriás meztelencsiga (Limax cinereoniger)
- Sárga pincecsiga (Limax flavus)
- Barna nagy csupaszcsiga (Arion rufus)
- Spanyol csupaszcsiga (Arion lusitanicus)
- Foltos szántóföldi meztelencsiga (Deroceras reticulatum)
- Kalapácsos szántóföldi meztelencsiga (Deroceras sturanyi).